# Xysticus alboniger
Xysticus alboniger là một loài nhện trong họ Thomisidae.
Loài này thuộc chi Xysticus. Xysticus alboniger được miêu tả năm 1965 bởi Turnbull, Charles Denton Dondale & Redner.